# معین احمد
معین احمد (انگلیسی: Moin Ahmed؛ زادهٔ ۲۸ نوامبر ۲۰۰۳) بازیکن فوتبال اهل پاکستان است.
وی همچنین در تیم‌های ملی فوتبال زیر ۲۳ سال پاکستان، و پاکستان بازی کرده است.